# The Modern Jazz Quartet (album 1955)
The Modern Jazz Quartet (in alcune discografie citato come The Modern Jazz Quartet, Vol. 2) è il secondo album discografico della The Modern Jazz Quartet, pubblicato dalla casa discografica Prestige Records nel 1955.

## Il disco
Il brano di apertura del disco, Django, è dedicato alla memoria del chitarrista zingaro franco-belga, Django Reinhardt, morto nel 1953, la composizione del brano è sviluppata in una perfetta forma simmetrica piramidale, il tema compositivo dell'intero brano è indicato nelle due parti dell'apertura lenta e viene utilizzato come base per le sezioni improvvisate.
La fase di apertura è eseguita dal vibrafono e dal pianoforte (due cori ciascuno) separati da un interludio che è di per sé una diminuzione della seconda parte del tema di apertura, il lavoro si conclude con una ricapitolazione del materiale di apertura.
Una delle qualità eccezionale di questo brano è che il rigoroso design formale non è enfatizzato fino all'ovvietà, piuttosto è fatto con una naturalezza disarmante, che è tanto più convincente.
Milano è un esempio di ciò che John Lewis ama chiamare la ballata americana con Milt Jackson.
Il pezzo è dedicato alla città italiana, da sempre uno dei grandi centri musicali, che sta ora diventando uno tra i più attivi centri di musica jazz in Europa.
Oscar Pettiford e Dizzy Gillespie scrissero One Bass Hit nei primi giorni in cui i due musicisti avevano dato vita a una propria band di breve durata.
Il contrabbassista del gruppo, Percy Heath, decretato da un Poll internazionale di critici jazz del concorso indetto dalla rivista musicale Downbeat, come miglior bassista jazz dell'anno 1954, fu ritenuto appropriato ad eseguire questo classico con il suo strumento.
La Ronde doveva originariamente essere un pezzo dimostrativo per il batterista Kenny Clarke, fu in seguito ampliato agli altri membri del gruppo, nella quale ogni componente, pur non occupando troppo il centro della scena, dimostra la propria destrezza.
Il forte senso dell'insieme del gruppo fornisce un solido supporto per ogni strumento solista, questo brano presenta una perfetta miscelazione di improvvisazione jazz e passaggi pianificati, le concezioni creative diventano più significative con il passare del tempo.
L'ascoltatore che si avvicina ai Modern Jazz Quartet con una mente aperta, entrerà in un mondo di musica che lo farà divertire per molti anni.

## Tracce

### LP
Lato A
1. Django – 4:36 (John Lewis) – Registrato il 23 dicembre 1954
2. One Bass Hit – 2:59 (Dizzy Gillespie, Gil Fuller, Ray Brown) – Registrato il 23 dicembre 1954
3. Milano – 4:22 (John Lewis) – Registrato il 23 dicembre 1954

Lato B
1. La Ronde Suite: Piano – 1:47 (John Lewis) – Registrato il 9 gennaio 1955
2. La Ronde Suite: Bass – 2:54 (John Lewis) – Registrato il 9 gennaio 1955
3. La Ronde Suite: Vibraharp – 2:13 (John Lewis) – Registrato il 9 gennaio 1955
4. La Ronde Suite: Drums – 2:36 (John Lewis) – Registrato il 9 gennaio 1955

## Formazione
- Milt Jackson – vibrafono
- John Lewis – piano
- Percy Heath – contrabbasso
- Kenny Clarke – batteria

Note aggiuntive
- Rudy Van Gelder – ingegnere delle registrazioni
- Bob Weinstock – foto copertina album originale
- Don Schlitten – layout copertina album originale
- Robert S. Altshuler – note retrocopertina album originale [1]